# Лежанівська сільська рада
Лежа́нівська сільська́ ра́да — адміністративно-територіальна одиниця та орган місцевого самоврядування в Гусятинському районі Тернопільської області. Адміністративний центр — село Лежанівка.

## Загальні відомості
- Населення ради: 313 особи (станом на 2001 рік)

## Населені пункти
Сільській раді підпорядковані населені пункти:
- с. Лежанівка
- с. Білинівка

## Склад ради
Рада складалася з 12 депутатів та голови.
- Голова ради: Бучко Галина Ігорівна

### Керівний склад попередніх скликань
| Прізвище, ім'я, по батькові | Основні відомості                                                                | Дата обрання | Дата звільнення |
| --------------------------- | -------------------------------------------------------------------------------- | ------------ | --------------- |
| Гончар Ярослава Іванівна    | Сільський голова, 1954 року народження                                           | 26.03.2006   | 31.10.2010      |
| Бучко Галина Ігорівна       | Сільський голова, 1974 року народження, освіта вища, член Народного Руху України | 31.10.2010   |                 |

Примітка: таблиця складена за даними сайту Верховної Ради України

### Депутати
За результатами місцевих виборів 2010 року депутатами ради стали:

#### За суб'єктами висування
| Суб'єкт висування | Кількість обраних депутатів | %   |
| ----------------- | --------------------------- | --- |
| Самовисування     | 12                          | 100 |

#### За округами
| № округу | Прізвище, ім'я, по батькові  | Дата визнання обраним | Освіта             | Партійна приналежність | Відомості про обраного депутата                         |
| -------- | ---------------------------- | --------------------- | ------------------ | ---------------------- | ------------------------------------------------------- |
| 1        | Баліцький Іван Максимович    | 04.11.2010            | середня            | позапартійний          | ТзОВ «Теркоавто», охоронець                             |
| 2        | Ткач Марія Ігорівна          | 04.11.2010            | середня            | позапартійна           | тимчасово не працює                                     |
| 3        | Дуда Андрій Миколайович      | 04.11.2010            | середня            | позапартійний          | тимчасово не працює                                     |
| 4        | Гудз Михайло Тарасович       | 04.11.2010            | вища               | позапартійний          | тимчасово не працює                                     |
| 5        | Дусь Ігор Михайлович         | 04.11.2010            | середня            | позапартійний          | тимчасово не працює                                     |
| 6        | Карась Ольга Теодорівна      | 04.11.2010            | середня            | позапартійна           | пенсіонер                                               |
| 7        | Ткач Наталія Володимирівна   | 04.11.2010            | середня            | позапартійна           | тимчасово не працює                                     |
| 8        | Цибурт Ольга Оксантіївна     | 04.11.2010            | середня            | позапартійна           | тимчасово не працює                                     |
| 9        | Холод Марія Миколаївна       | 04.11.2010            | середня спеціальна | позапартійна           | Клуб с. Лежанівка, завідувачка                          |
| 10       | Снєгірьова Євгенія Йосипівна | 04.11.2010            | середня            | позапартійна           | Гусятинський територіальний центр, соціальний працівник |
| 11       | Ягода Стефанія Теофілівна    | 04.11.2010            | середня спеціальна | позапартійна           | Лежанівська сільська рада, секретар                     |
| 12       | Кучер Марія Андріївна        | 04.11.2010            | середня            | позапартійна           | пенсіонер                                               |